# Serrat de Ladres
El Serrat de Ladres és un serrat l'extrem nord-oest del qual és termenal entre els termes municipals de Tremp (antic terme d'Espluga de Serra, a l'Alta Ribagorça) i Conca de Dalt, (antic terme de Toralla i Serradell, tots dos actualment inclosos en el Pallars Jussà. Tanmateix, la major part de serrat discorre per la vall alta de Serradell, pertanyent a Conca de Dalt.
Pertany a l'espai natural de la Vall Alta de Serradell - Terreta - Serra de Sant Gervàs. És a ponent del poble de Serradell. El seu extrem sud-oriental és prop de la cova de Cuberes. Al costat de migdia de l'extrem sud-oriental del serrat es troba la partida de Gassià.